# Loret (Požega)
Loret (Servisch cyrillisch Лорет) is een plaats in de Servische gemeente Požega. De plaats telt 265 inwoners (2002).